# Прем'єр-ліга (Азербайджан)
Азербайджанська футбольна Прем'єр-ліга (азерб. Azərbaycan Premyer Liqası) — футбольні змагання в Азербайджані. Проводиться за чотириколовою системою. У сезоні 2007/2008 чемпіонат Азербайджану був перейменований з Вищої ліги в Прем'єр-лігу.
У турнірі беруть участь 12 клубів (з сезону 2025–2026 лігу розширили до дванадцяти команд), що представляють різні регіони країни. Сезон починається в серпні та триває до кінця травня наступного року з зимовою перервою з початку грудня до середини лютого. Команда, що посіла останнє місце за підсумками сезону, має переходити у Перший дивізіон, а її місце відповідно має займати найкращий клуб Першого дивізіону.

## Історія
- Перші футбольні клуби почали створюватися у 1905 році. Ці команди в основному представляли великі Бакинські нафтопромислові компанії.
- Перший офіційний чемпіонат був проведений в Баку в 1911 році, переможцем якого стала команда англійської нафтової компанії під назвою «Британський клуб».
- У 1912 році азербайджанська команда «Баку» провела першу міжнародну гру в Тбілісі, проти команди «Сокіл», в якій здобула перемогу з рахунком 4:2.
- Після здобуття незалежності в 1991 році в березні 1992 року була створена АФФА — Асоціація Футбольних Федерацій Азербайджану. У 1994 році АФФА була прийнята в УЄФА і ФІФА.
- Перший чемпіонат незалежного Азербайджану був проведений в 1992 році. У чемпіонаті брало участь рекордна кількість команд — 26. Перемогу святкував столичний «Нефтчі», срібні медалі дісталися сумгаїтському «Хазару», а бронза — команді «Турану» з Товуза. Найкращим бомбардиром першого чемпіонату став Назім Алієв з «Хазару» з 39 забитими голами.

## Чемпіони Азербайджанської РСР
- 1928 «Прогрес 2» Баку
- 1934 «Профспілка» Баку
- 1935 «Будівельник Півдня» Баку
- 1936 «Будівельник Півдня» Баку
- 1937 «Локомотив» Баку
- 1938 «Локомотив» Баку
- 1939 «Локомотив» Баку
- 1940 «Локомотив» Баку
- 1941-43 не проводився
- 1944 «Динамо» Баку
- 1945 не проводився
- 1946 «Локомотив» Баку
- 1947 «Трудові Резерви» Баку
- 1948 «ККФ» Баку
- 1949 «ККФ» Баку
- 1950 «Іскра» Баку
- 1951 «Ордженікідзенафта» Баку
- 1952 «Ордженікідзенафта» Баку
- 1953 «Ордженікідзенафта» Баку
- 1954 «Завод ім. С. М. Будденого» Баку
- 1955 «Ордженікідзенафта» Баку
- 1956 НПУ «Ордженікідзенафта» Баку
- 1957 НПУ «Ордженікідзенафта» Баку
- 1958 НПУ «Ордженікідзенафта» Баку
- 1959 не проводився
- 1960 «ЦСКА» Баку
- 1961 «Спартак» Губа
- 1962 «ЦСКА» Баку
- 1963 «Араз» Баку
- 1964 «Полад» Сумгаїт
- 1965 «Схід» Баку
- 1966 «Схід» Баку
- 1967 «Араз» Баку
- 1968 «ЦСКА» Баку
- 1969 «Араз» Баку
- 1970 «ЦСКА» Баку
- 1971 «Хімік» Сальяни
- 1972 «Сураханец» Баку
- 1973 «Араз» Баку
- 1974 «Араз» Баку
- 1975 «Араз» Баку
- 1976 «Араз» Баку
- 1977 «Карабах» Ханкенді
- 1978 «СКІФ» Баку
- 1979 «ЦСКА» Баку
- 1980 «Енергетик» Алі-Байрамли
- 1981 «Гянджлік» Баку
- 1982 «Тохуджу» Баку
- 1983 «Терміст» Баку
- 1984 «Терміст» Баку
- 1985 «Хазар» Сумгаїт
- 1986 «Геязань» Казах
- 1987 «Араз» Нахічевань
- 1988 року «Карабах» Агдам
- 1989 «Будівельник» Сабірабад
- 1990 «Карабах» Агдам
- 1991 «Хазар» Сумгаїт[1]

## Призери чемпіонату Азербайджану
| Сезон                | 1 місце         | 2 місце         | 3 місце       | Бомбардир                                                                                       |
| Загін Сильних        | Загін Сильних   | Загін Сильних   | Загін Сильних | Загін Сильних                                                                                   |
| -------------------- | --------------- | --------------- | ------------- | ----------------------------------------------------------------------------------------------- |
| 1992                 | Нефтчі          | Хазар (Сумгаїт) | Туран         | Назім Алієв (Хазар) — 39 голів                                                                  |
| 1993                 | Карабах         | Хазар (Сумгаїт) | Туран         | Самір Алекперов (Нефтчі) — 16 голів                                                             |
| 1993/94              | Туран           | Карабах         | Гянджа        | Муса Курбанов (Туран) — 35 голів                                                                |
| 1994/95              | Кяпаз           | Туран           | Нефтчі        | Назім Алієв (Нефтчі) — 27 голів                                                                 |
| 1995/96              | Нефтчі          | Хазрі Бузовна   | Кяпаз         | Назім Алієв (Нефтчі, Карабах), Ровшан Ахмедов (Кяпаз), Фазіль Парваров (Кяпаз) — всі по 23 голи |
| 1996/97              | Нефтчі          | Карабах         | Хазрі Бузовна | Гурбан Гурбанов (Нефтчі) — 34 голи                                                              |
| 1997/98              | Кяпаз           | Баку            | Шамкір        | Назім Алієв (Динамо) — 23 голи                                                                  |
| 1998/99              | Кяпаз           | Шамкір          | Нефтчі        | Алай Байрамов (Віляш) — 24 голи                                                                 |
| 1999/00              | Шамкір          | Кяпаз           | Нефтчі        | Бадрі Кварацхелія (Шамкір) — 16 голів                                                           |
| 2000/01              | Шамкір          | Нефтчі          | Віляш         | Паша Алієв (Динамо-Бакили) — 13 голів                                                           |
| 2001/02              | Шамкір          | Нефтчі          | Карабах       |                                                                                                 |
| 2003                 | не відбувся     | не відбувся     | не відбувся   | не відбувся                                                                                     |
| 2003/04              | Нефтчі          | Шамкір          | Карабах       | Самір Мусаєв (Карабах-Азерсун) — 20 голів                                                       |
| 2004/05              | Нефтчі          | Хазар-Ленкорань | Карван        | Заур Рамазанов (Карван) — 21 гол                                                                |
| 2005/06              | Баку            | Карван          | Нефтчі        | Якуба Бамба (Карван) — 16 голів                                                                 |
| 2006/07              | Хазар-Ленкорань | Нефтчі          | Баку          | Заур Рамазанов (Хазар-Ленкорань) — 20 голів                                                     |
| Прем'єр-ліга         |                 |                 |               |                                                                                                 |
| 2007/08              | Інтер           | Олімпік         | Нефтчі        | Хагані Мамедов (Інтер) — 19 голів                                                               |
| 2008/09              | Баку            | Інтер           | Сімург        | Вальтер Гуглемон (Інтер) — 17 голів                                                             |
| Прем'єр-ліга Юнібанк |                 |                 |               |                                                                                                 |
| 2009/10              | Інтер           | Баку            | Карабах       | Фарід Гулієв (Стандард) — 16 голів                                                              |
| 2010/11              | Нефтчі          | Хазар-Ленкорань | Карабах       | Георгій Адаміа (Карабах) — 18 голів                                                             |
| 2011/12              | Нефтчі          | Хазар-Ленкорань | Інтер         | Баходир Насимов (Нефтчі) — 16 голів                                                             |
| 2012/13              | Нефтчі          | Карабах         | Інтер         | Ніколас Каналес (Нефтчі) — 26 голів                                                             |
| 2013/14              | Карабах         | Інтер           | Габала        | Рейнальдо (Карабах) — 22 голи                                                                   |
| 2014/15              | Карабах         | Інтер           | Габала        | Нурлан Новрузов (Баку) — 15 голів                                                               |
| 2015/16              | Карабах         | Зіра            | Габала        | Дані Кінтана (Карабах) — 15 голів                                                               |
| 2016/17              | Карабах         | Габала          | Інтер         | Филип Озобич, Рауф Алієв — по 11 голів                                                          |
| 2017/18              | Карабах         | Габала          | Нефтчі (Баку) | Багалі Дабо — 13 голів                                                                          |
| 2018/19              | Карабах         | Нефтчі (Баку)   | Сабаїл        | Махір Емрелі — 16 голів                                                                         |
| 2019/20              | Карабах         | Нефтчі (Баку)   | Кешла         | Махір Емрелі Багалі Дабо Стівен Жозеф-Монроз Пейман Бабаї — по 7 голів                          |
| 2020/21              | Нефтчі (Баку)   | Карабах         | Сумгаїт       | Намік Алескеров — 19 голів                                                                      |
| 2021/22              | Карабах         | Нефтчі (Баку)   | Зіра          | Каді (Карабах) — 12 голів                                                                       |
| 2022/23              | Карабах         | Сабах           | Нефтчі (Баку) | Раміль Шейдаєв (Карабах) — 22 голи                                                              |
| 2023/24              | Карабах         | Зіра            | Сабах         | Жуніньйо (Карабах) — 20 голів                                                                   |
| 2024/25              | Карабах         | Зіра            | Араз          | Леандро Андраде (Карабах) — 15 голів                                                            |

## Кількість титулів (з 1992 року)
| № | Клуб            | Титули | Сезон                                                                  |
| - | --------------- | ------ | ---------------------------------------------------------------------- |
| 1 | Карабах         | 12     | 1993, 2014, 2015, 2016, 2017, 2018, 2019, 2020, 2022, 2023, 2024, 2025 |
| 2 | Нефтчі          | 9      | 1992, 1996, 1997, 2004, 2005, 2011, 2012, 2013, 2021                   |
| 3 | Гянджа          | 3      | 1995, 1998, 1999                                                       |
| 4 | Шамкір          | 3      | 2000, 2001, 2002                                                       |
| 5 | Баку            | 2      | 2006, 2009                                                             |
| 6 | Інтер           | 2      | 2008, 2010                                                             |
| 7 | Туран           | 1      | 1994                                                                   |
| 8 | Хазар-Ленкорань | 1      | 2007                                                                   |